# Beskyd (Západní Tatry, 947 m)
Beskyd (polsky Huciańska Grapa, 947 m n. m.) je hora v Západních Tatrách (dle některých zdrojů již v Podtatranské brázdě) na Slovensku. Nachází se v nízkém hřbetu, který vybíhá severozápadním směrem z hory Javorina (1277 m n. m.). Na severu jej odděluje Nižné Hutianské sedlo od hory Prípor (1003 m n. m., Oravská vrchovina), na jihovýchodě jej odděluje Prostredné Hutianské sedlo od hory Beskyd (950 m n. m.). Beskyd se nachází na území obce Huty. Větší část hory pokrývají pastviny, menší část lesy.

## Přístup
- po neznačené cestě z obce Huty